# Avengers de Los Angeles
Stade
Les Avengers de Los Angeles (en anglais : Los Angeles Avengers) étaient une franchise américaine de football américain en salle créée en 2000 et évoluant dans la Arena Football League.
Basés à Los Angeles (Californie), les Avengers jouaient au Staples Center de Los Angeles. La franchise a fermé le 19 avril 2009.

## Saison par saison
| Saison | Vic. | Déf. | Nuls | Class.            | En playoffs         |
| 2000   | 3    | 11   | 0    | 4e AC Western     | --                  |
| 2001   | 5    | 9    | 0    | 3e AC Western     | --                  |
| 2002   | 8    | 6    | 0    | 3e AC Western     | Défaite au 1er tour |
| 2003   | 11   | 5    | 0    | 2e AC Western     | Défaite au 2e tour  |
| 2004   | 9    | 7    | 0    | 3e AC Western     | Défaite au 1er tour |
| 2005   | 10   | 6    | 0    | 1er AC Western    | Défaite au 1er tour |
| 2006   | 5    | 11   | 0    | 5e AC Western     | --                  |
| Total  | 51   | 59   | 0    | (inclus playoffs) | (inclus playoffs)   |